# XV листопада (футбольний клуб)
«XV листопада» (порт. XV de Novembro) — бразильський футбольний клуб, який базується в місті Пірасікаба, штат Сан-Паулу. Заснований 15 листопада 1913 року.